# بيت جن (ريف دمشق)
بيت جن بلدة وناحية سوريّة إداريّة تتبع منطقة قطنا في محافظة ريف دمشق. تقع البلدة جنوب غرب دمشق. بلغ عدد سكان الناحية 15,668 نسمة حسب تعداد عام 2004.